# 6818 Sessyu
A 6818 Sessyu (ideiglenes jelöléssel 1983 EM1) a Naprendszer kisbolygóövében található aszteroida. Hiroki Kosai és Kiichiro Hurukawa fedezte fel 1983. március 11-én.